# Central Point
Central Point est une ville du comté de Jackson situé dans l'État de l'Oregon aux États-Unis.

## Histoire
La ville est devenu une municipalité en 1889.

### Géographie

Situation de la ville de Central Point sur une carte : à droite, situation du comté de comté de Jackson sur une carte de l'Oregon et à gauche, situation de la ville de Central Point sur une carte du comté de Jackson

## Gouvernement
Le maire actuel de la ville est Hank Williams.

## Source
- (en) Cet article est partiellement ou en totalité issu de l’article de Wikipédia en anglais intitulé « Central Point, Oregon » (voir la liste des auteurs).